# ماريا سيريفوفيتش
ماريا سيريفوفيتش هي مغنية صربية ولدت في 14 نوفمبر 1984.مثلت صربيا في مسابقة الأغنية الأوروبية في 2007 وحصلت على المركز الأول.